# Shawinigan
Shawinigan es una ciudad situada en la provincia de Quebec, en Canadá. Según el censo de 2021, tiene una población de 49 620 habitantes.
Está ubicada a orillas del río Saint-Maurice. La ciudad es un territorio equivalente a un municipio regional de condado. Se encuentra en la región administrativa de Mauricie.

## Geografía
Se localiza en el centro de Mauricie, en la ribera occidental del río Saint-Maurice. Está a una treintena de kilómetros al norte de Trois-Rivières. El territorio de la ciudad incluye el parque nacional de Mauricie, que está al norte de la misma.
La ciudad está ubicada en las coordenadas 46°34′00″N 72°45′00″O / 46.56667, -72.75000. Según Statistics Canada, tiene una superficie total de 729.28 km².

### Demografía
Según el censo de 2021, hay 49 620 personas residiendo en esta ciudad, lo que representa una densidad poblacional de 68.0 hab./km². Los datos del censo muestran que hubo un aumento del 0.5% (271 habitantes) con respecto al censo de 2016. El número total de inmuebles particulares es de 27 444, lo que representa una densidad de 37.60 inmuebles por km². El número total de viviendas particulares que se encuentran ocupadas por residentes habituales es de 25 060.

## Historia
La población se estableció en 1901 alrededor de la central hidroeléctrica con el nombre de Shawinigan Falls. La palabra Shawinigan es de origen amerindio y, de acuerdo con las interpretaciones, se traduce como « la cima de la colina », haciendo posiblemente referencia a la parte alta de las cascadas. El desarrollo hidroeléctrico de la región atrajo otras industrias como fábricas de papel, fundiciones de aluminio, química y textil.
Durante la década de 1950 se inició un período de decadencia, porque las industrias ya no dependían tanto de la posición de las cascadas de Shawinigan. La compañía eléctrica de Shawinigan fue nacionalizada y pasó a hacer parte de Hydro-Québec, y muchas personas de habla inglesa que había servido anteriormente se fueron de la ciudad, lo cual representó casi un 30% de su población.
En los últimos años, se comenzó a desarrollar la industria del entretenimiento, incluyendo el parque temático La Cité de l'Énergie, que se inauguró en 1997 y describe la historia de la industria local.
Los municipios circundantes de Shawinigan fueron incorporados a la localidad a finales de 2000. en primer lugar Baie-de-Shawinigan, en 1998, y posteriormente Grand-Mère, Shawinigan-Sud, Saint-Georges-de Champlain, Lac-a-la Tortue, Saint-Gérard-des -Laurentides y Saint-Jean-des-Piles, en 2001.

## Sociedad

### Personalidades
- Jean Chrétien, ex primer ministro de Canadá
- Carole Laure, actriz y cantante
- Jacques Plante, jugador de hockey sobre hielo
- Louis Dupont, Geógrafo cultural, Director de la Maestría de Geografía, Cultura, Política y Patrimonio en La Sorbonne, París IV